# Julie Berman
Julie Marie Berman es una actriz estadounidense, más conocida por haber interpretado a Lulu Spencer en la serie General Hospital.

## Biografía
Es hija de Peter Berman y Renée Berman.
Se graduó de la Universidad del Sur de California en mayo de 2006.
El 15 de agosto de 2008, se casó con el agente de bienes raíces Michael "Mike" Grady.

## Carrera
En 1997 apareció por primera vez en la serie 7th Heaven, donde interpretó a Shelby Connor hasta 1999.
El 28 de octubre de 2005, se unió al elenco principal de la exitosa serie General Hospital, donde interpretó a Lulu Spencer hasta el 22 de marzo de 2013 después de que Julie decidiera dejar la serie.
En 2015 se unió al elenco recurrente de la serie Chicago Med, donde interpretó a la doctora cirujana de traumas Samantha "Sam" Zanetti hasta 2016. Ese mismo año se unió al elenco principal de la serie Casual, donde interpreta a Leia. En 2016 apareció como invitada en la serie Gilmore Girls: A Year in the Life, donde interpretó a Serena Ainsworth durante el episodio "Fall".

## Filmografía

### Series de televisión
| Año             | Título                             | Personaje                  | Notas                            |
| --------------- | ---------------------------------- | -------------------------- | -------------------------------- |
| 2015 - presente | Casual                             | Leia                       | 13 episodios                     |
| 2015 - presente | Chicago Med                        | Dr. Samantha "Sam" Zanetti | 8 episodios                      |
| 2016            | Gilmore Girls: A Year in the Life  | Serena Ainsworth           | episodio "Fall"                  |
| 2015            | Satisfaction                       | Marie                      | episodio "...Through Risk"       |
| 2014            | Jane the Virgin                    | Candyce                    | episodio "Chapter Eight"         |
| 2013            | Two and a Half Men                 | Sarah                      | episodio "My Bodacious Vidalia"  |
| 2013            | Bucket & Skinner's Epic Adventures | Vera                       | episodio "Epic Showdown"         |
| 2005 - 2013     | General Hospital                   | Lulu Spencer               | 1,070 episodios                  |
| 2005            | Threshold                          | Kristy Foster              | episodio "Blood of the Children" |
| 2002            | Boston Public                      | Margo                      | episodio "Chapter Forty-Six"     |
| 2000            | Once and Again                     | Jessamyn Chadsey           | episodio "The Fastest Year"      |
| 1999 - 2000     | ER                                 | Julie                      | 6 episodios                      |
| 1997 - 1999     | 7th Heaven                         | Shelby Connor              | 7 episodios                      |

### Películas
| Año  | Título                         | Personaje       | Notas |
| ---- | ------------------------------ | --------------- | --- |
| 2017 | Love on Ice                    | Emily James     | junto a Andrew W. Walker, Gail O'Grady, Kate Drummond y Ipsita Paul                                          |
| 2015 | Valley of the Moon             | Molly           | junto a Sarah Prikryl, Josh Yeo, Chris Holz y Enzo Cellucci                                                  |
| 2014 | Count to 10                    | Anna            | corto - junto a Bob Clendenin y Jason Bonell                                                                 |
| 2012 | The March Sisters at Christmas | Jo March        | junto a Kaitlin Doubleday, Melissa Farman, Molly Kunz, Justin Bruening, Charlie Hofheimer y Mark Famiglietti |
| 2012 | Sand Sharks                    | Nikki           | junto a Corin Nemec, Brooke Hogan, Vanessa Evigan, Eric Scott Woods, Gina Holden y Robert Pike Daniel        |
| 2003 | Remembering Charlie            | Hannah Wilson   | junto a Joey Lauren Adams, Julian Brewster, Alexander Cole, Margaret Colin, Susan Lay y Brian Taylor Lee     |
| 1999 | Vanished Without a Trace       | Cathy Porterson | junto a Shelley Long, William R. Moses, Jennifer Jostyn, Joshua Peace y Nigel Bennett                        |

### Productora y escritora
| Año  | Título             | Notas                                    |
| ---- | ------------------ | ---------------------------------------- |
| 2015 | Valley of the Moon | productora asociada y escritora-historia |

## Premios y nominaciones
| Año  | Categoría                                        | Premio             | Serie            | Resultado |
| ---- | ------------------------------------------------ | ------------------ | ---------------- | --------- |
| 2013 | Outstanding Supporting Actress in a Drama Series | Daytime Emmy Award | General Hospital | Ganadora  |
| 2010 | Outstanding Younger Actress in a Drama Series    | Daytime Emmy Award | General Hospital | Ganadora  |
| 2009 | Outstanding Younger Actress in a Drama Series    | Daytime Emmy Award | General Hospital | Ganadora  |
| 2007 | Outstanding Younger Actress in a Drama Series    | Daytime Emmy Award | General Hospital | Nominada  |